# Mammuttræet i Augustenborg
På skråningen syd for Augustenborg Slot står Mammuttræet i Augustenborg, som er et af de få mammuttræer i Danmark. Under ideelle forhold kan det blive op til 85 meter højt og over 3000 år gammelt. Mammuttræ kaldes også Californisk kæmpefyr (Redwood) og så vidt vides findes der kun 10 mammuttræer i Danmark.